# Sensor inteligente
Los sensores inteligentes son un conjunto en el que uno o varios elementos sensores y algún instrumento de acondicionamiento de señal se disponen en una misma unidad física, es decir, la combinación de un sensor analógico o digital con un procesador, una memoria y un controlador de red en una misma placa.
Un sensor inteligente aporta información a los datos obtenidos para dar soporte a la toma de decisiones y al procesamiento distribuido.

## Funciones
En el interior de cada sensor inteligente hay uno o más sensores básicos y la circuitería de soporte. El concepto de sensor "inteligente" se consigue gracias a la electrónica complementaría, con ayuda de esto los sensores son capaces de realizar funciones como las siguientes:
- Pre-procesar los valores medidos.
- Notificar las medidas con señales digitales y protocolos de comunicación.
- Toma de decisiones sobre la base de las condiciones registradas de forma separada al microcontrolador.
- Recordar la calibración o la configuración de sus parámetros.

## Técnicas de compensación integrables
Es importante compensar las interferencias y/o perturbaciones que afectan a la salida, para ello utilizan técnicas de compensación integral como por ejemplo con ayuda de un microprocesador que se encarga de guardar en memoria una serie de parámetros de referencia que permitan corregir el valor de salida del sensor.

## Sistema de comunicación para sensores
Una vez acondicionadas las señales obtenidas con los sensores, se tienen que transmitir a un receptor o dispositivo de presentación. Es importante acondicionar las señales de los sensores para poder adaptarlas a las características del medio de comunicación que se desee usar.
Después del acondicionamiento con el circuito inmediato al sensor, la señal se modula o codifica, dependiendo si la salida es analógica o digital, para que sea posible la combinación con otras que compartan el mismo medio de transporte o para que el modulador de transmisión pueda procesarla.
De esta manera un sensor inteligente puede acoplarse a un bus digital, permitiendo una mejor y más rápida transferencia de información.

## Aplicaciones
Redes de sensores inteligentes para facilitar la monitorización de parámetros en humanos, medidas de sensores de luz y temperatura en edificios para determinar si las luces deberían apagarse automáticamente, ajuste de temperaturas, sensores de presión, entre otras.